# March On, Bahamaland
March on, Bahamaland (englisch „Marschiere voran, Bahama“) ist die Nationalhymne der Bahamas. Sie wurde von Timothy Gibson geschrieben und am 10. Juli 1973 mit der Unabhängigkeit des Landes als Hymne angenommen.

## Englischer Originaltext
Lift up your head to the rising sun, Bahamaland;

March on to glory your bright banners waving high.

See how the world marks the manner of your bearing!

Pledge to excel through love and unity.

Pressing onward, march together

to a common loftier goal;

Steady sunward, tho’ the weather

hide the wide and treachrous shoal.

Lift up your head to the rising sun, Bahamaland,

'Til the road you’ve trod lead unto your God,

March On, Bahamaland.

## Deutsche Übersetzung
Hebe deinen Kopf zur aufgehenden Sonne, Bahama;

Marschiere auf zu Ruhm, Deine strahlenden Banner hoch schwenkend.

Sieh, wie die Welt die Art deiner Erduldung beachtet.

Gelobe, durch Liebe und Einigkeit hervorzustechen.

Vorwärts schreiten, marschiert zusammen,

Auf ein gemeinsames erhabeneres Ziel zu;

Immer gen Sonne, obgleich das Wetter

Die große, trügerische Sandbank verdeckt.

Hebe deinen Kopf zur aufgehenden Sonne, Bahama,

Bis die Straße, die du betreten hast, zu deinem Gott führt.

Marschiere voran, Bahama!